# Memmingen
Memmingen je bavorské město, které se nachází ve vládním obvodu Švábsko.  Území města Území města sousedí na západě s Illerem, hraniční řekou Bádensko-Württemberska a na severu, jihu a východě s zemským okresem Unterallgäu. Město leží 50 km jižně od Ulmu a 100 km západně od Mnichova. Pro svou blízkost k Allgäu bývá město označováno jako „Brána do Allgäu.“ Jeho počátky spadají do římských dob.

## Historie

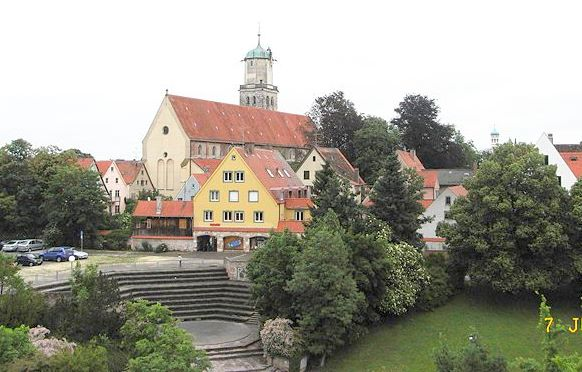
Návrší kostela sv. Martina

Nejstarší souvislé osídlení je doloženo z období Říše římské na návrší kolem kostela sv. Martina, kde Římané ve 2. století n. l. při silnici založili osadu Cassiliacum a strážní hrad s hranolovou věží (tzv.burgus), jehož zdivo archeologové zdokumentovali roku 1912. 
Pravděpodobně kolem roku 800 byl postaven karolínský chrám. První písemná zmínka o obci je z roku 1128. Vysazení tržní a řemeslnické osady na solné stezce je spojeno s antonity, příslušníky řádu augustiniánů kanovníků, jimž císař Fridrich II. udělil patronátní právo, které trvalo až do roku 1562. Již roku 1158 byla obec povýšena na město, a roku 1286 je císař Rudolf I. prohlásil svobodným říšským městem. Kolem roku 1400 město patřilo mezi nejvýznamnější ve Švábsku.
V roce 1445 byl dokončen pás městských hradeb s Ulmskou bránou a čtyřmi věžemi. V roce 1478 Peter Fort při řece Iller postavil papírnu. V roce 1480 založil Albrecht Kunne z Duderstadtu tiskárnu, která do roku 1520 vydala kolem 200 tisků, v jednom z nich byl již v roce 1519 termín Amerika použit jako název nového kontinentu. 
Císař Maxmilián I. rád navštěvoval město jako svou celu spánku a odpočinku a zdejšího malíře Bernharda Strigela jmenoval svým dvorním portrétistou. Tehdy byl postaven chór kostela sv. Martina se síťovými klenbami, jedna z nejvýznamnějších architektonických památek té doby. 

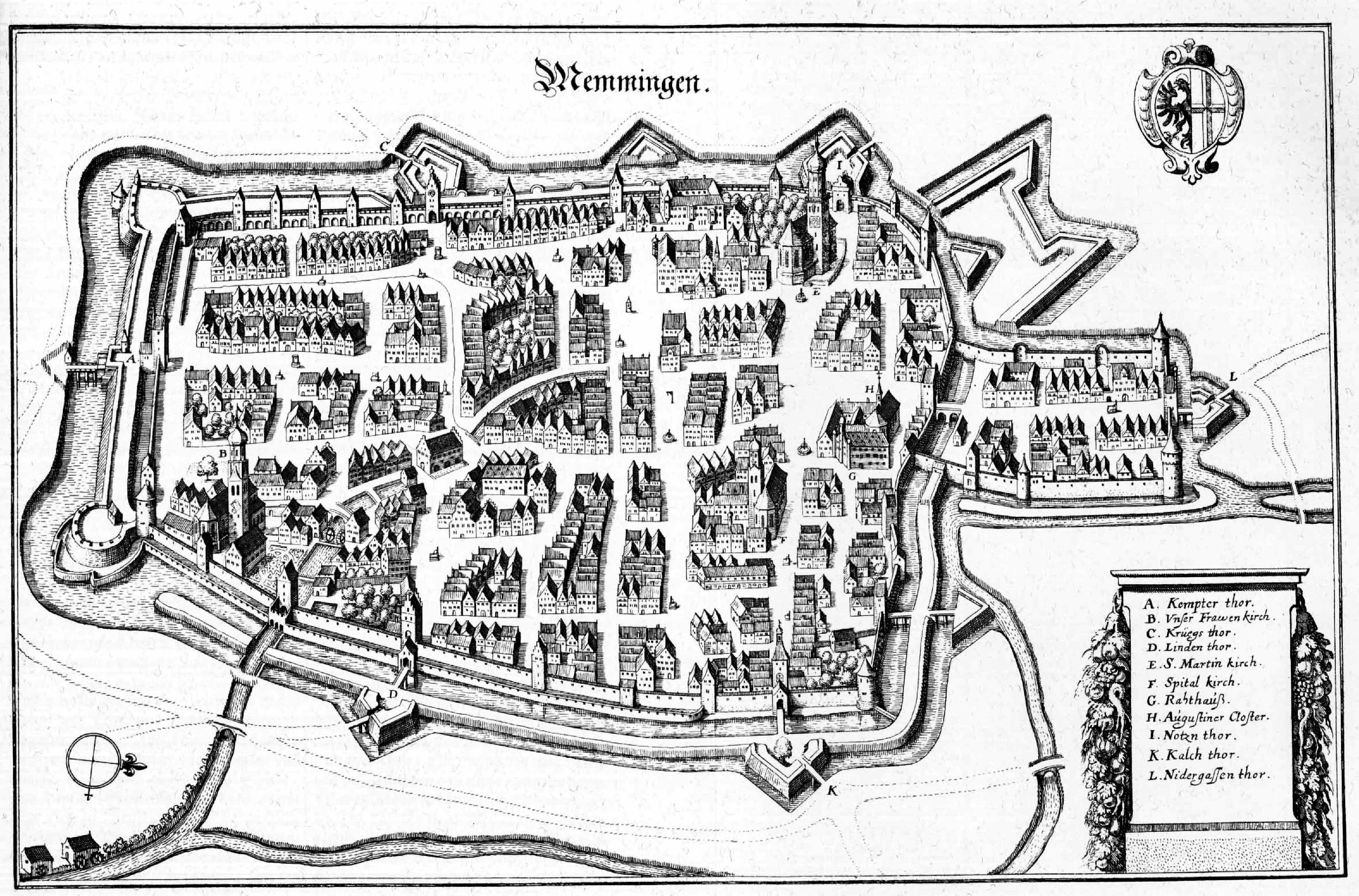
Město kolem roku 1650, v Merianově atlasu Švábska

Lidové hnutí náboženské reformace z let 1513-1525 vyústilo do německé selské války. Roku 1525 zde bylo sepsáno Dvanáct článků „stížností, reforem a politických manifestů za lidská práva“, na svou dobu velmi progresivní. Kostnický církevní reformátor Ambrosius Blarer vytvořil z Memmingenu náboženské centrum Švábska a Allgäu. V roce 1579 podepsal starosta Melchior Stebenhaber Lutherovu reformu. 
Za třicetileté války v roce 1630 do města vstoupilo vojsko Albrechta z Valdštejna a na několik týdnů uklidnilo vřavu. V roce 1647 bylo podepsáno příměří v Ulmu a v listopadu švédská posádka kapitulovala. V roce 1702 město dobyli Bavoři, v roce 1803 připadlo bavorskému kurfiřtství. 
V 19. století nastal hospodářský úpadek, až v roce 1862 jej zastavila výstavba železniční trati Neu-Ulm-Kempten. V letech 1927–1929 byl v Memmingenu postaven kostel sv. Josefa, největší církevní stavba meziválečného Německa. Likvidaci synagogy a židovských obyvatel za vlády nacistů připomíná jen pamětní kámen na místě synagogy. Letecká základna Luftwaffe Memmingerberg byla cílem spojeneckých náletů. 

## Současnost
Memmingen je prosperujícím městem. V roce 2000 se zde konaly Valdštejnské slavnosti. Nové nádraží bylo otevřeno v roce 2001. V roce 2007 bylo otevřeno letiště Memmingen, které se nachází v obcích Memmingerberg, Benningen a Hawangen. 11. dubna 2009 byla na Theaterplatz představena městská hymna Memmingen Blooms.

## Politika

### Starostové
- 1502–1511 Konrad Vöhlin
- 1536-1585  Melchior Stebenhaber
- 1586–1817 (…)
- 1818–1836 Tobias von Wachter (* 1775; † 1839)
- 1836–1842 Johann Jakob von Wachter (* 1780; † 1862)
- 1842–1855 Georg Adolf von Schelhorn (* 1806; † 1855)
- 1855–1865 Ulrich Benedikt von Zoller (* 1820; † 1888)
- 1865–1884 Julius von Roeck (* 1818; † 1884)
- 1884–1909 Karl Scherer (* 1850; † 1922)
- 1910–1931 Friedrich Braun (* 1873; † 1960)
- 1932–1945 Heinrich Berndl (od 1935 NSDAP)
- 1945–1948 Georg Fey, CSU
- 1948–1952 Lorenz Riedmiller, SPD
- 1952–1966 Heinrich Berndl
- 1966–1968 Rudolf Machnig, SPD
- 1968–1980 Johannes Bauer, SPD
- 1980–2016 Ivo Holzinger, SPD
- 2016      Markus Kennerknecht, SPD
- 2016–2017 neobsazeno; vykonávající funkci: 2. Starosta Margareta Böckh, CSU
- 2017–2023 Manfred Schilder, CSU
- 2023–     Johann Rothenbacher

## Památky

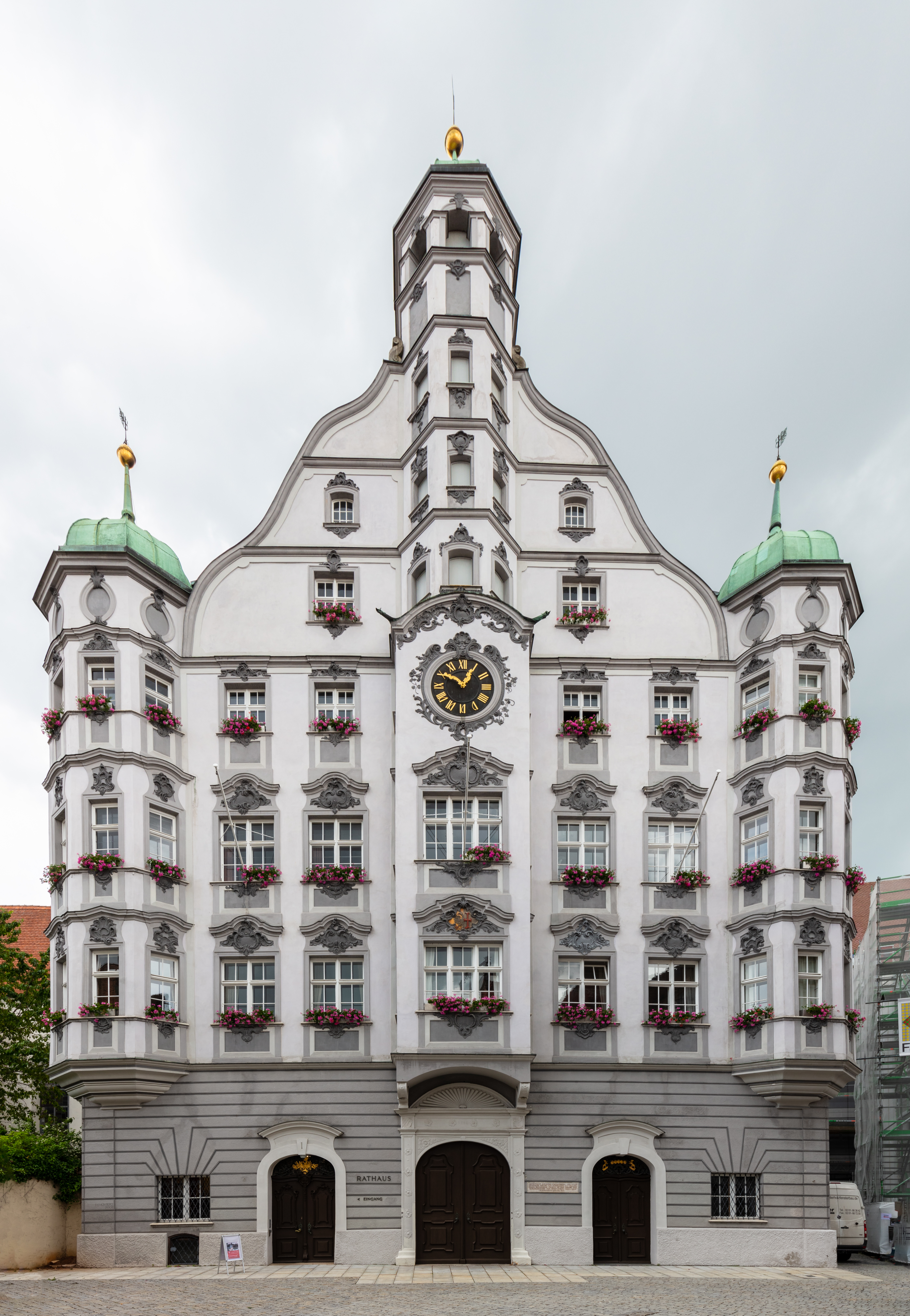
Radnice

- Marktplatz (Tržní náměstí) je centrem starého města, kolem něj jsou soustředěny hlavní historické stavby.
- Kostel sv. Martina luteránské církve, na základech z 9. století stojí trojlodní bazilika s pětibokým závěrem, z let 1325-1500, významná gotická architektura z konce 14. století, se síťovými klenbami; chórové gotické lavice  vznikly kolem  roku 1500, bývalý klášter křižovníků
- Frauenkirche - původem gotický Kostel Panny Marie
- Bettelturm - (Žebrácká věž), součást městské hradby z roku 1471
- Radnice - renesanční stavba s barokními úpravami fasády a interiérů
- Steuerhaus - renesanční budova bývalého daňového úřadu s podloubími; malby na fasádě z konce 19. století
- Zunfthaus - barokní cechovní dům kramářů
- Siebendächerhaus (Sedmistřechový dům) - měšťanský dům s hrázděnou konstrukcí
- Hermansbau - městský palác rodiny Hermanů z roku 1766, nyní Městské muzeum

## Slavní rodáci
- Bernhard Strigel (1461–1528), renesanční malíř - portrétista
- Johann Heiss (1640–1704), barokní malíř
- Amalie von Peter (1805–1853), malířka
- Holger Badstuber (* 1989), fotbalistar

## Partnerská města
- Auch, Francie, 1990
- Černihiv, Ukrajina, 2009
- Eisleben, Německo, 1990
- Glendale, Arizona, USA, 1976
- Kirjat Šmona, Izrael, 2009
- Karataş, Turecko, 2009
- Litzelsdorf, Rakousko, 2009
- Teramo, Itálie, 1981

## Galerie

Tržní náměstí.
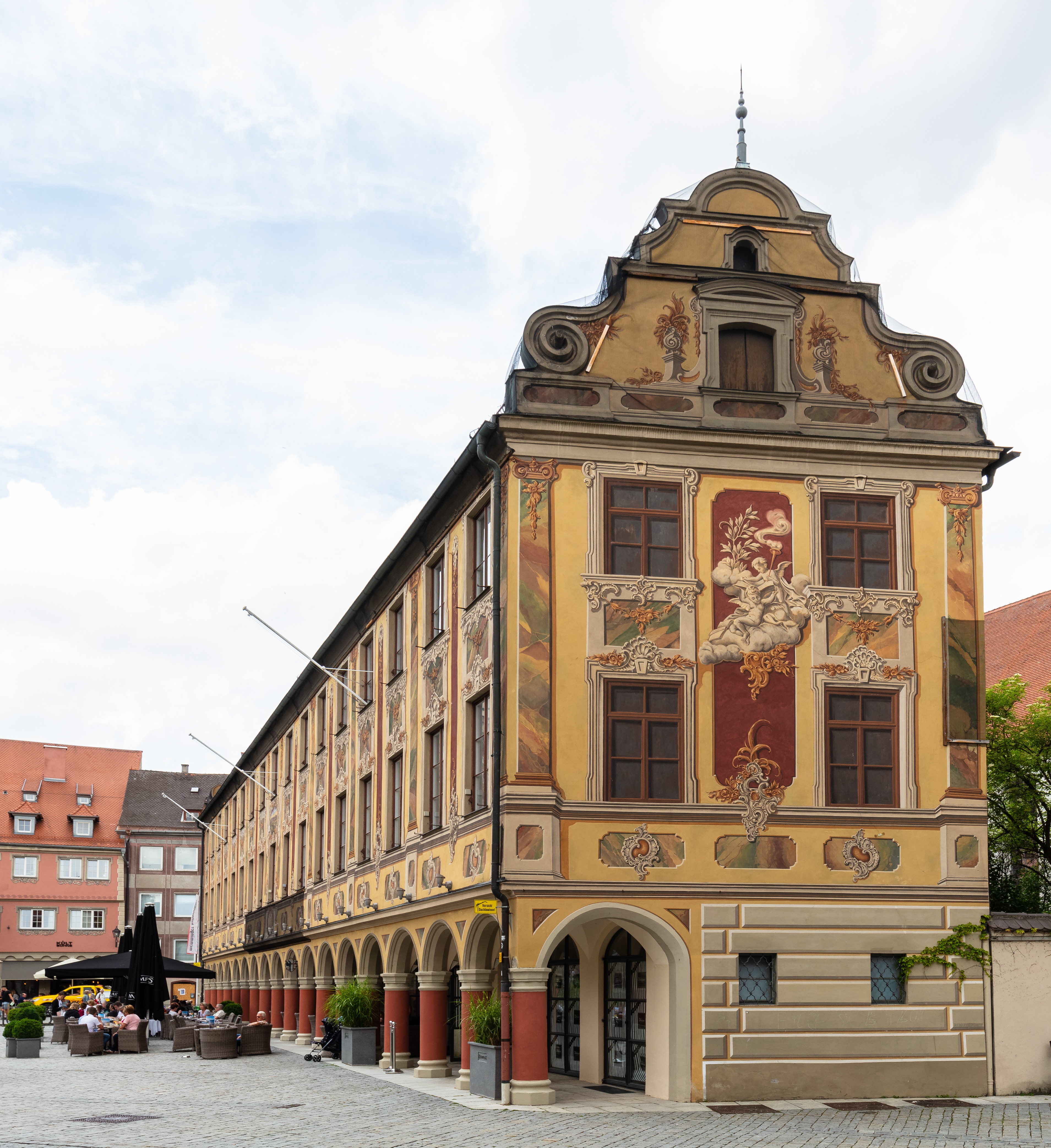
Steuerhaus
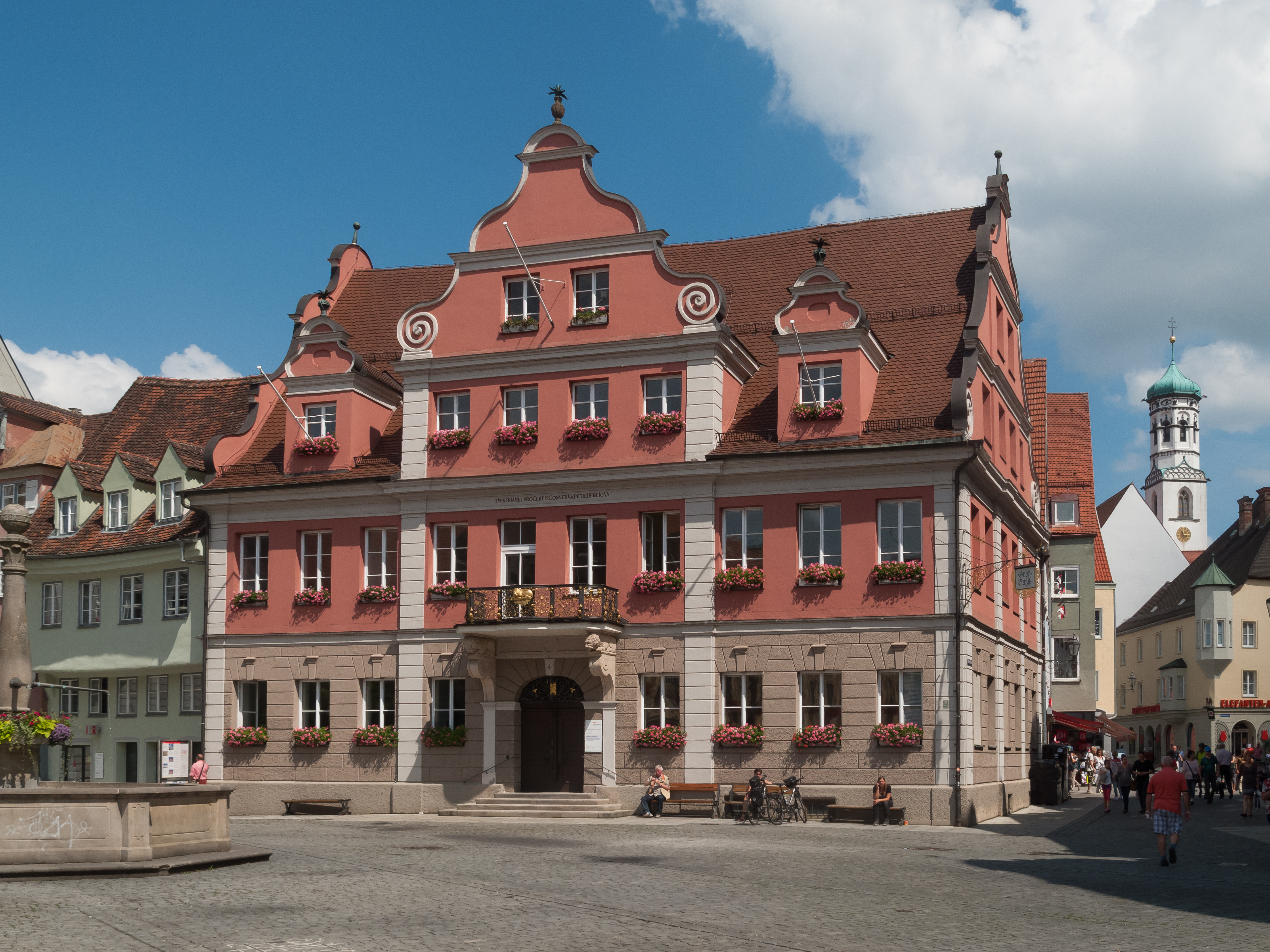
Cechovní dům
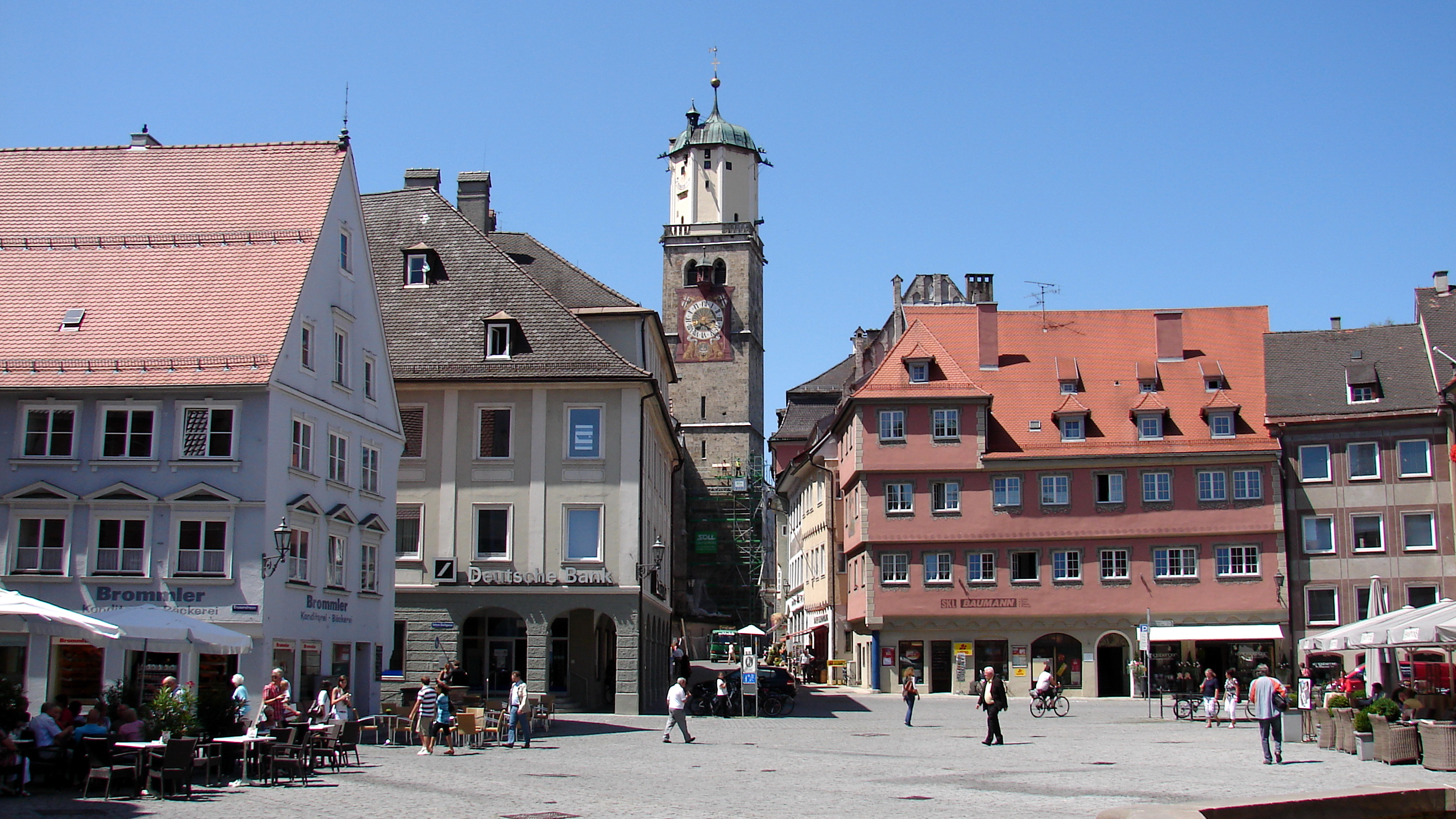
Tržní náměstí
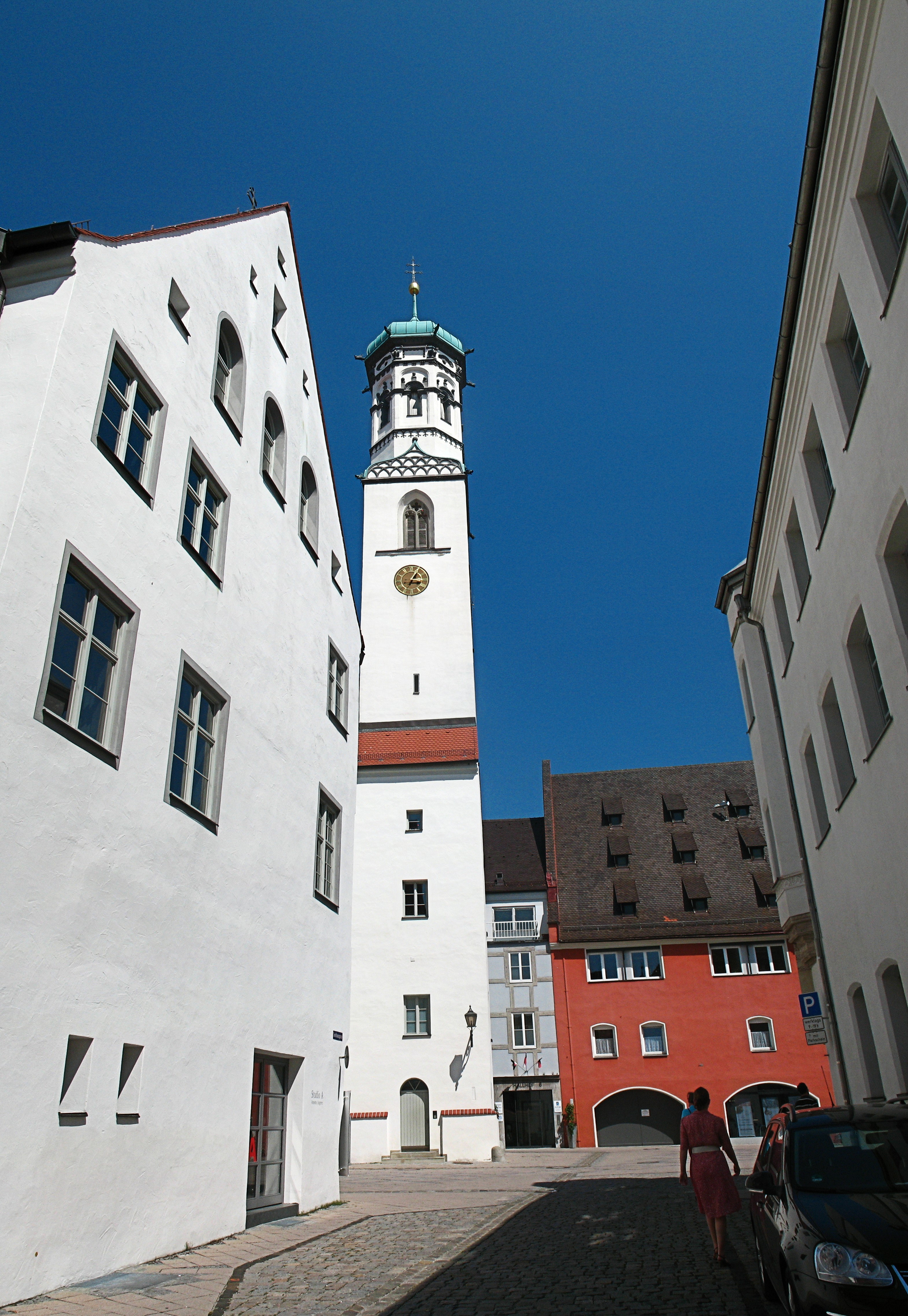
Kostel sv. Martina
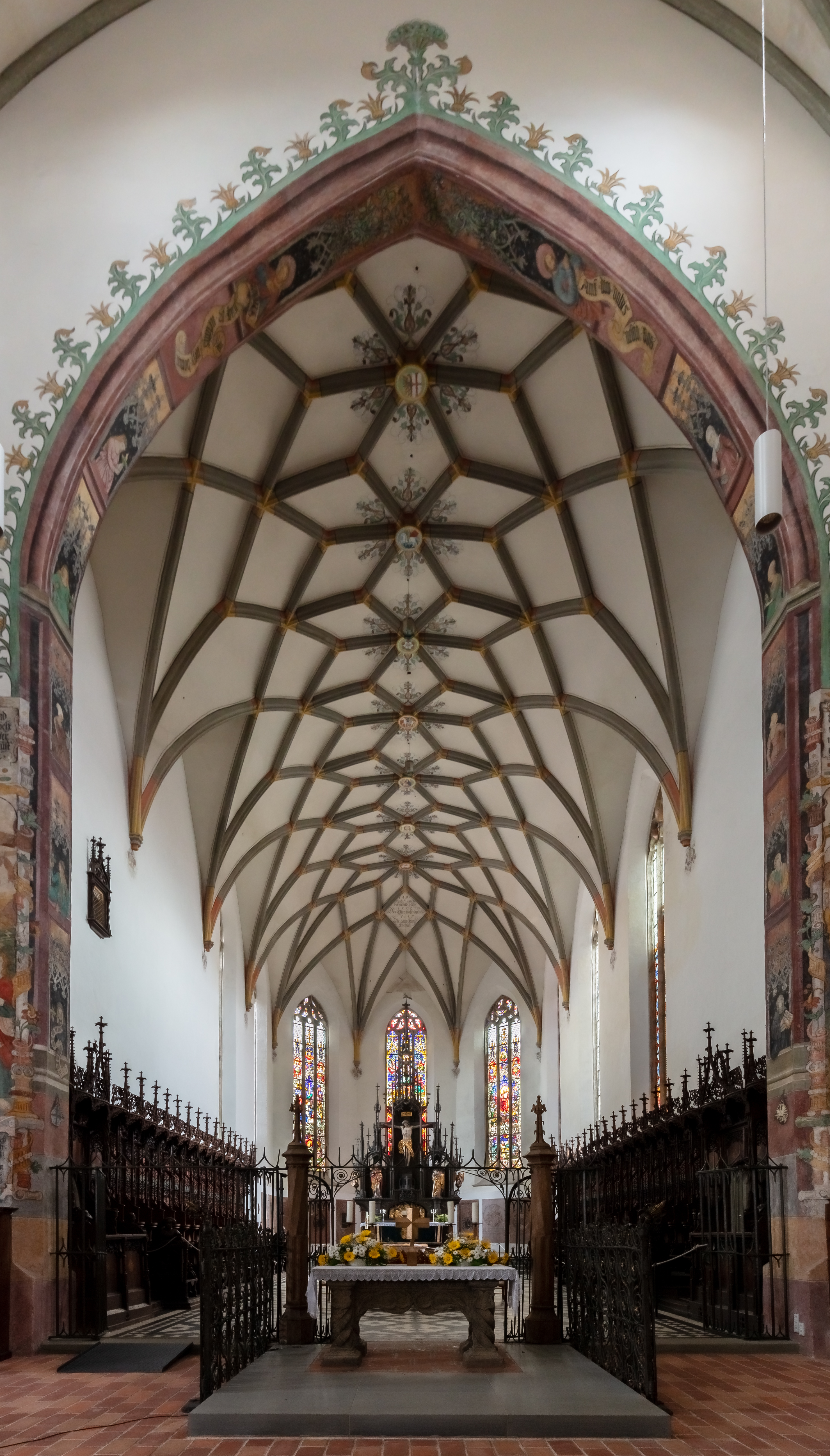
Interiér kostela sv. Martina
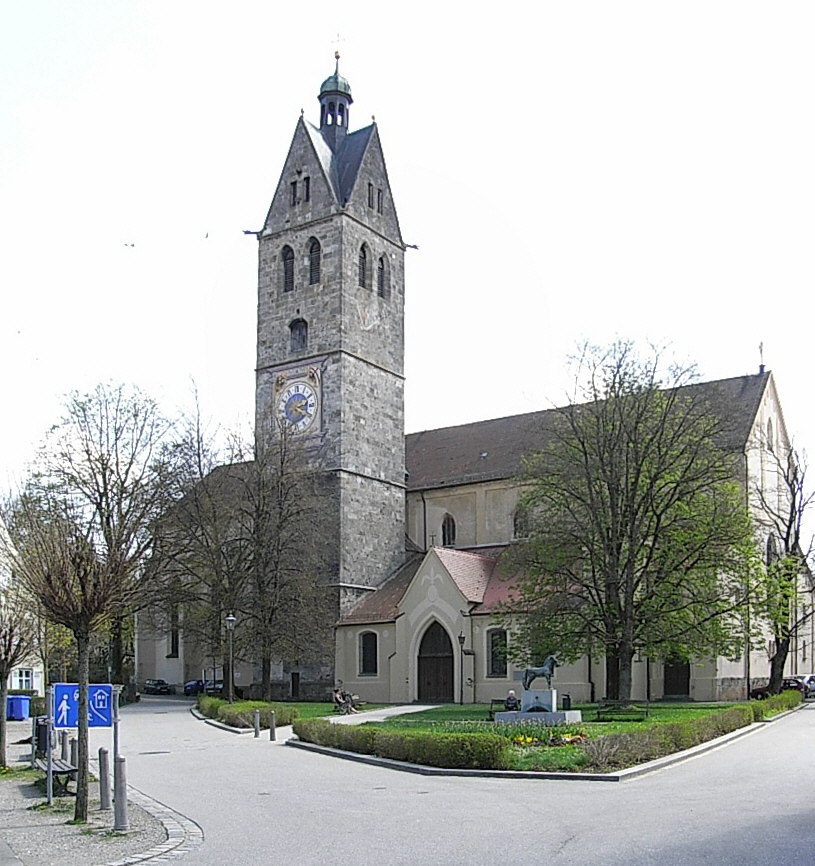
Frauenkirche
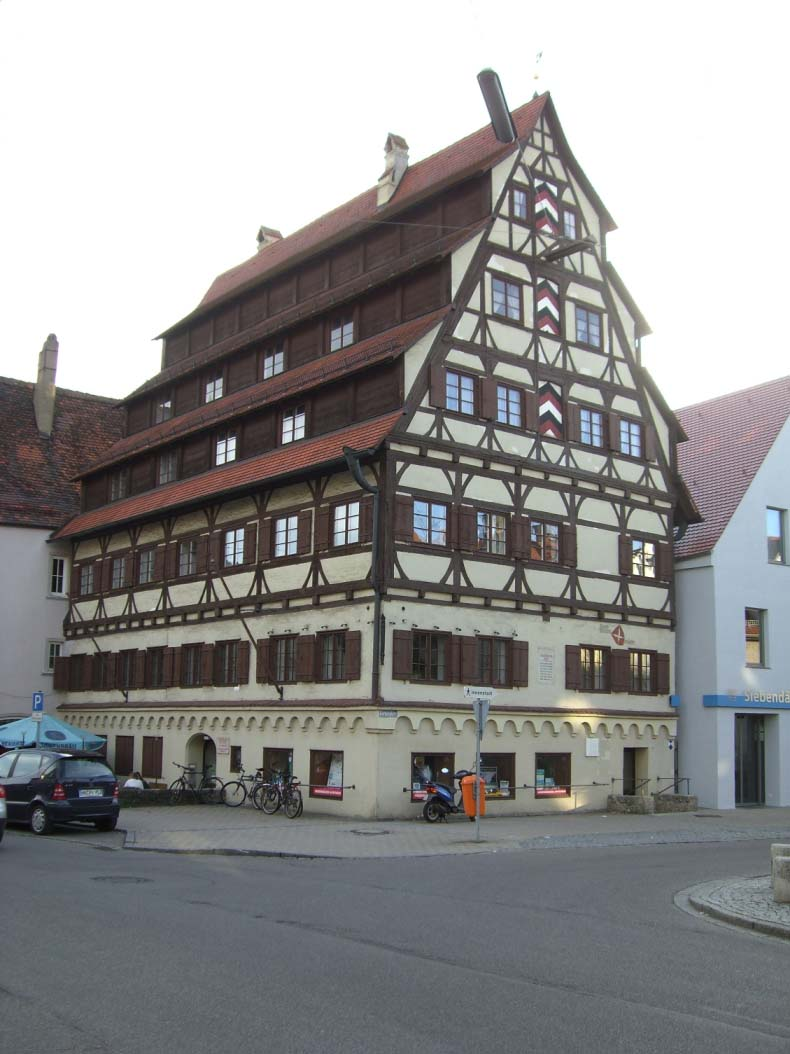
Siebendächerhaus